# Patiëntenmeldpunt
Een Patiëntenmeldpunt is een plek, meestal een website, waar patiënten positieve en negatieve ervaringen kunnen melden. Het doel is te leren van de ervaringen van patiënten met bijvoorbeeld zorgverleners, medicijnen of zorgverzekeringen. Een patiëntenmeldpunt kan zich richten op alle aspecten van de zorg of meer specifiek op een onderdeel.

## Historie
Het eerste digitale patiëntenmeldpunt in Nederland was het Meldpunt Medicijnen dat in 2004 werd opgericht door het Instituut voor Verantwoord Medicijngebruik (IVM). Dit gebeurde in samenwerking met diverse patiënten- en consumentenorganisaties. Op het meldpunt worden continu alle ervaringen van medicijngebruikers verzameld. Het kan gaan om ervaringen met de werking, de bijwerkingen, praktische zaken zoals de verpakking of problemen met de verzekering. Later volgenden het patiëntenmeldpunt van het landelijk bijwerkingencentrum Lareb en het meldpunt Consument en de Zorg van de Nederlandse Patiënten en Consumenten Federatie (NPCF).

## Resultaten
Met de resultaten van het Meldpunt Medicijnen is onderzoek gedaan door het Instituut voor Verantwoord Medicijngebruik en het Utrecht Pharmacy Panel Education and Research (UPPER). Upper onderzocht onder andere de ervaringen met antidepressiva en medicijnverpakkingen Ook heeft het Meldpunt Medicijnen fabrikanten benaderd om hun verpakkingen te verbeteren. Patiënten- en consumentenorganisaties gebruikten de meldingen om signalen op te vangen en leden te informeren. De NPCF deed in 2008 onderzoek naar meldingen op het meldpunt Consument en de Zorg over zorgkosten en herhaalt dit onderzoek in 2010. Zo kan vergeleken worden of er verbetering is opgetreden.